# María Josefa Armenteros de Peñalver
María Josefa Armenteros de Peñalver (La Habana, Cuba, 2 de noviembre de 1884 – Madrid, 25 de mayo de 1970), vi marquesa de Casa Peñalver y vi marquesa de Cárdenas de Montehermoso, fue una aristócrata cubana, perteneciente a una de las familias más importantes de Cuba, los Peñalver, cuyo linaje se estableció en La Habana en el siglo XVII. Era la abuela de las famosas empresarias Esther y Alicia Koplowitz.
- Datos: Q85874397